# Даниловский маньяк
«Даниловский маньяк» («Маньяк с мутными глазами», «Питинский маньяк») — неидентифицированный российский серийный убийца. Подозревается в том, что совершил 14 убийств в период с 1992 по 2011 год в городе Череповец Вологодской области. Три убийства были совершены на заброшенной стройке на улице Данилова. С тех пор серийного убийцу называют «даниловским» маньяком. Возможно, причастен и к другим убийствам, произошедшим в 1990-е и 2000-е годы.

## Хронология
1. По версии следствия, первое преступление маньяк совершил ещё в 1992 году. Тогда тело женщины нашли в подъезде дома на проспекте Победы[3].
2. В 1993 году было убийство на улице Беляева[3].
3. Серия убийств продолжилась в 1999—2003 годах, было убито 6 девушек, за некоторые убийства были осуждены разные подозреваемые[4].
4. В феврале 2004 года ушла и пропала без вести Марина Островская (17 лет).
5. В июле 2004 года пропала 32-летняя Ольга Бердина. Её тело нашли на следующий день.
6. В августе 2004 года на Питинском пустыре была изнасилована и задушена ученица металлургического колледжа Ирина Попова (19 лет).
7. 5 сентября 2004 года за училищем искусств изнасилована и задушена Татьяна Баева (22 года).
8. 8 декабря 2004 года на ул. Милютина изнасилована и задушена Татьяна Максимова (17 лет).
9. 26 июня 2005 года не вышла на работу Людмила Мирошниченко (31 год).
10. 14 июля 2005 года на улице Данилова была убита Светлана Степанова (19 лет). Когда следователи прибыли на место преступления, рядом были обнаружены ещё 2 полусгнивших трупа — Людмилы Мирошниченко и Марины Островской.
11. В конце июля 2006 года пропала 17-летняя Сухарева. Её останки были найдены в конце марта 2011 года на Питинском пустыре.
12. 11 июня 2007 года была убита Наталья Закалова[5].
13. Возможно, причастен к убийству женщины по имени Елена (убийство произошло 4 ноября 2010 года в Вологде)[6].
14. 2 ноября 2011 года была убита Светлана Филюк.

На стенах около места убийств были обнаружены рисунки порнографического характера.

## Расследование
На 2008 год было допрошено около 2000 человек. Мэрия Череповца объявила вознаграждение за помощь в розыске маньяка — 1 миллион рублей. Расследование не прекратилось по сей день, в 2023 году общий объём уголовного дела насчитывал 120 томов, вознаграждение за маньяка остаётся в силе.
Одним из подозреваемых по делу «Даниловского маньяка» был ивановский серийный убийца Максим Хренов, совершивший 4 убийства в 2010—2011 годах, арестованный в 2018 году в Череповце и приговорённый в 2020 году к пожизненному лишению свободы.